# Ятцазшурка
Ятцазшу́рка (рос. Ятцазшурка) — невелика річка в Алнаському районі Удмуртії, Росія, права притока Тойми.
Довжина річки становить 6 км. Бере початок на Можгинської височини, впадає до Тойми нижче села Байтеряково. На річці розташовані села Удмуртський Ятцаз, Руський Ятцаз у верхів'ї та Байтеряково у нижній течії. У Байтеряково і на західній околиці нього збудовано автомобільні мости.